# سي أو سي هولندا

شعار المنظمة

سي أو سي هولندا (باللغة الهولندية: COC Nederland) هي منظمة لحقوق الأشخاص المثليين والمثليات ومزدوجي التوجه الجنسي والمتحولين جنسيا في هولندا. كانت منظمة "COC" في الأصل ترمز إلى «مركز الثقافة والترفيه» (باللغة الهولندية: Cultuur en Ontspanningscentrum)، والذي كان من المفترض أن يكون اسم «غطاء» لغرضها الحقيقي. تأسست في عام 1946، وهي أقدم منظمة للمثليين موجودة في العالم.
منذ عام 2000، أصبح لدى المنظمة بنية فدرالية مكونة من 24 منظمة محلية، متحدة على المستوى الوطني في «اتحاد الجمعيات الهولندية لإدماج المثلية الجنسية سي أو سي هولندا» (باللغة الهولندية: Federatie van Nederlandse Verenigingen tot Integratie van Homoseksualiteit COC Nederland)، أو باختصار «سي أو سي هولندا» (باللغة الهولندية: COC Nederland). تضم جميع المنظمات المحلية مجتمعة حوالي 7000 عضو.

## الأنشطة
تركز المنظمات المحلية على الأنشطة والدعوة داخل منطقتها. وتوفر الدعم الشخصي، ومجموعات الدعم، والمعلومات، وإعطاء الدروس التعليمية في المدارس الثانوية، وتوفر أماكن يمكن للمثليين المثليات الالتقاء فبها. كما أنها تعزز الاهتمام بالمثليين والمثليات. يتم تشغيل المنظمات المحلية بشكل حصري تقريبًا بواسطة متطوعين.
تركز منظمة «سي أو سي هولندا» على الدعوة على المستوى الوطني، على سبيل المثال مع جماعات الضغط السياسية (المثلية الجنسية والتعليم، والمساواة في المعاملة). كما تدرب المتطوعين من المنظمات المحلية على توفير المعلومات وقيادة مجموعات الدعم. تركز منظمة «سي أو سي هولندا» على الشباب من خلال «ستيختينغ هويزو/إكبرسزو» "Stichting Hoezo / Expreszo"، الذي ينشر مجلة إكبرسزو Expreszo للشباب المثليين والمثليات ومزدوجي التوجه الجنسي.
تعمل «سي أو سي هولندا» أيضًا على المستوى الدولي، لا سيما في مختلف بلدان أوروبا الشرقية وآسيا الوسطى، حيث تشارك في: تحديد مجتمع المثليين، والمساعدة في التدريب، وتوفير التدريب في هولندا، وتقديم الدعم المحلي والمشورة. يتم تمويل هذه المشاريع بشكل مشترك من قبل وزارة الشؤون الخارجية الهولندية. تتعاون منظمة «سي أو سي هولندا» أيضًا مع منظمات التنمية مثل أوكسفام.

## التاريخ
في 7 ديسمبر 1946، تم تأسيس "شكسبير كلوب" (باللغة الهولندية: Shakespeareclub) في أمستردام. كان المؤسسون عددًا من الرجال المثليين الذين نشطوا مع "ليفنسريخت" (Levensrecht، الحق في العيش)، تأسست هذه المجلة قبل أشهر قليلة من الغزو الألماني في عام 1940، وأعيد ظهورها بعد الحرب. تم تغيير اسم نادي شكسبير عام 1949 إلى "«مركز الثقافة والترفيه» (باللغة الهولندية: Cultuur en Ontspanningscentrum) (COC). منذ بدايتها في عام 1946 وحتى عام 1962، كان رئيس مجلس الإدارة بوب أنجيلو، وهو اسم مستعار لنييك إنغليشمان.
كانت أهداف منظمة «سي أو سي هولندا» ذات شقين: أرادوا المساهمة في التحرر الاجتماعي، وأرادوا أيضًا تقديم الثقافة والترفيه للرجال المثليين والنساء المثليات. ركز التحرر الاجتماعي على الحصول على إبطال المادة 248 مكرر في القانون الجنائي الهولندي. كانت هذه المادة عام 1911 تجرم الاتصال الجنسي المثلي بين 16 و 21 سنة وتعاقب عليها بالسجن لمدة تصل إلى سنة واحدة. بالنسبة للمغايرين جنسياً، كانت السن القانونية 16 عامًا. في السنوات الأولى، راقبت السلطات «شكسبير كلاب» و «سي أو سي هولندا». على الرغم من هذا، توسعت المنظمة إلى لاهاي وروتردام، وبعد ذلك إلى أوترخت وأرنهيم. في مدن أخرى مثل خرونينغن، ليوواردن وآيندهوفن واجهت محاولات المثليين في التنظيم مقاومة من السلطات المحلية.
كان من النتائج المهمة لأنشطة منظمة «سي أو سي هولندا» في الخمسينيات والستينيات ظهور ثقافة فرعية مع الحانات والرقصات، على عكس الوضع قبل الحرب حيث كان المثليون يلتقون بشكل أساسي في الحدائق وفي الشوارع وفي المراحيض العامة. في عام 1962 تولى بينو بريمسيلا رئاسة المنظمة من بوب أنجيلو. مع الرئيس الجديد، أصبحت منظمة «سي أو سي هولندا» أكثر شعبية. من الواضح على سبيل المثال في تغيير اسم المنظمة في عام 1964: أصبح «مركز الثقافة والترفيه» (باللغة الهولندية: Cultuur en Ontspanningscentrum)، «الرابطة الهولندية للمثليين سي أو سي» (باللغة الهولندية: (Nederlandse Vereniging voor Homofielen COC)؛ لأول مرة توضح أنها كانت منظمة للمثليين.
في السبعينيات، كانت المثلية الجنسية أكثر قبولا. تضاءلت مقاومة الكنائس والمجتمع الطبي والمجتمع بشكل عام. نتج عن هذا إلغاء المادة 248 مكرر في عام 1971، والاعتراف الرسمي بمنظمة «سي أو سي هولندا» في عام 1973. منذ عام 1971، كان الاسم الكامل لمنظمة «سي أو سي» هو «الجمعية الهولندية لإدماج المثلية الجنسية سي أو سي هولندا» (باللغة الهولندية: "Nederlandse Vereniging voor Integratie van Homoseksualiteit COC"). ولكن كانت السبعينات أيضا فترة من التطرف. حتى ذلك الحين، ركزت منظمة «سي أو سي» في المقام الأول على تغيير بيئة المثليين جنسياً إلى بيئة مغايرة جنسية، ولكن ارتفعت الأصوات ليكون لها مكان خاص للمثليين في المجتمع، بغض النظر عن المغايرين جنسيا، مع الحفاظ على هويتهم. بسبب الثورة الجنسية نشأت ثقافة جنسية نشطة في مجتمع المثليين. تم تشكيل المزيد من منظمات المثليين إلى جانب منظمة «سي أو سي هولندا». على الرغم من أن منظمة «سي أو سي هولندا» ظلت أكبر منظمة للمثليين، إلا أنها فقدت تأثيرها وركزت أكثر على السياسة. تطورت أكثر وأكثر إلى نوع من اتحاد للمثليين. في عقد 1980 - السنوات عندما أصبح الإيدز مشكلة - قبلت الحكومة الهولندية منظمة «سي أو سي هولندا» كشريك مناقشة حول قضايا المثليين. وعلى الرغم من ذلك، يجب أن يُعزى تقديم زواج المثليين في هولندا في الغالب إلى غاي كرانت: حتى منتصف التسعينيات احتفظت منظمة «سي أو سي هولندا» بالموقف القائل بأنه يجب رفض الزواج كمؤسسة.
واجهت الإدارة بعض مشاكل الاستقرار. كانت أزمة الإدارة الأخيرة في صيف عام 2004. ونتيجة للصراع حول عمل رئيس مكتب لجنة الموازنة، اضطر رئيس الإدارة إلى المغادرة. أدت هذه القضية إلى تأسيس فدرالية المثليين والمثليات هولندا (باللغة الهولندية: Homo LesBische Federatie Nederland)، وهي منظمة أشطسست من قبل جون بلانكينستاين. بعد بعض التردد تم تشكيل علاقة جيدة بين المنظمتين.

## معلومات عامة
يشير نصب المثليين رمزياً إلى دور منظمة «سي أو سي هولندا» في حركة حقوق المثليين في هولندا. تشير واحدة من نقاط المثلث التي تشكل النصب التذكاري إلى مكتب منظمة «سي أو سي هولندا» أمستردام.